# Stazione di Talamone
La stazione di Talamone è una fermata ferroviaria situata a Fonteblanda, frazione del comune di Orbetello, in provincia di Grosseto, a circa 5 chilometri dal borgo di Talamone.
È classificata nella categoria Bronze di RFI.

## Storia
La stazione entrò in servizio il 15 giugno 1864 contestualmente all'inaugurazione del tratto della ferrovia tra Follonica a Orbetello.

## Movimento
Il traffico è esclusivamente di tipo regionale e le principali destinazioni sono: Grosseto, Roma Termini, Orbetello-Monte Argentario, Pisa Centrale e Livorno Centrale.